# Alfred Nijhuis
Alfred Nijhuis (Utrecht, 23 maart 1966) is een voormalig Nederlands voetballer en is nu voetbaltrainer.
Nijhuis begon zijn loopbaan als verdediger bij Sportclub Enschede maar is vooral bekend van zijn tijd in Duitsland bij MSV Duisburg en Borussia Dortmund. Hij speelde ook één jaar in Japan.
Tussen 2012 en 2014 was Nijhuis hoofdtrainer bij het Duitse SuS Stadtlohn.